# Гміна В'язівниця
Гміна В'язівниця (пол. Gmina Wiązownica) — сільська гміна у східній Польщі. Належить до Ярославського повіту Підкарпатського воєводства. Місцева влада знаходиться в селі В'язівниця.
Станом на 31 грудня 2011 у гміні проживало 11455 осіб.

## Територія
Згідно з даними за 2007 рік площа гміни становила 243.86 км², у тому числі:
- орні землі: 45.00%
- ліси: 48.00%

Таким чином площа гміни становить 23.70% площі повіту.

## Населення
Станом на 31 грудня 2011:
| Опис     | Загалом | Загалом | Чоловіки | Чоловіки | Жінки | Жінки |
| -------- | ------- | ------- | -------- | -------- | ----- | ----- |
| одиниця  | осіб    | %       | осіб     | %        | осіб  | %     |
| все      | 11455   | 100     | 5655     | 49.37    | 5800  | 50.63 |
| міське   | 0       | 100     | 0        |          | 0     |       |
| сільське | 11455   | 100     | 5655     | 49.37    | 5800  | 50.63 |

## Населені пункти гміни
- Вілька Жапалівська
- В'язівниця
- Жапалів
- Монастир
- Молодич
- Нелипковичі
- Пивода
- Радава
- Ришкова Воля
- Сурмачівка
- Цетуля
- Шівсько

## Історія
Об'єднана сільська гміна В'язівниця утворена в Ярославському повіті 1 серпня 1934 року з дотогочасних гмін сіл:
- В'язівниця
- Монастир
- Нелипковичі
- Пивода
- Шівсько

У середині вересня 1939 року німці окупували територію гміни, однак вже 26 вересня 1939 року мусіли відступити, оскільки за пактом Ріббентропа-Молотова вона належала до радянської зони впливу. 27.11.1939 постановою Верховної Ради УРСР гміна включена до Любачівського повіту. 17 січня 1940 року територія ввійшла до новоутвореного Синявського району Львівської області. В червні 1941, з початком Радянсько-німецької війни, територія знову була окупована німцями. В липні 1944 року радянські війська оволоділи цією територією.
У жовтні 1944 року західні райони Львівської області віддані Польщі, а українське населення вивезено до СРСР та на понімецькі землі.

## Сусідні гміни
Гміна В'язівниця межує з такими гмінами: Адамівка, Ляшки, Олешичі, Сінява, Старий Диків, Ярослав, Ярослав.